# Kennedy McKinney
Kennedy McKinney (* 10. Januar 1966 in Hernando, Mississippi) ist ein ehemaliger US-amerikanischer Profiboxer. Er war Weltmeister der Verbände IBF (1992–1994) und WBO (1997–1998) im Superbantamgewicht.
Als Amateur gewann er unter anderem die Goldmedaille im Bantamgewicht bei den Olympischen Sommerspielen 1988 in Seoul.

## Amateurkarriere
McKinney wurde 1985 und 1986 jeweils US-Vizemeister im Fliegengewicht, nachdem er in den Finalkämpfen jeweils gegen Arthur Johnson unterlegen war. 1987 gewann er nach einer Niederlage im Halbfinale gegen Michael Collins eine Bronzemedaille und wurde 1988, nach einer Niederlage mit 2:3 im Finale gegen Jemal Hinton, US-Vizemeister im Bantamgewicht.
Im Juli 1988 gewann er dann die nationale Olympiaqualifikation mit Siegen gegen Sergio Reyes, Michael Collins und Jemal Hinton, sowie mit einem erneuten Sieg gegen Collins auch die Box-offs eine Woche später.
Er nahm daraufhin im Bantamgewicht an den Olympischen Sommerspielen 1988 in Seoul teil und erreichte mit Siegen gegen Giovanni Pérez, Shahuraj Birajdar, Stephen Mwema und Phajol Moolsan das Finale, wo er beim Kampf um die Goldmedaille Aleksandar Christow besiegen konnte.

## Profikarriere
Betreut von seinem Amateurtrainer Kenny Adams wechselte er nach den Olympischen Spielen in das Profilager und wurde von Top Rank des Promoters Bob Arum unter Vertrag genommen. Später waren seine Promoter auch Akbar Muhammad und Cedric Kushner. Ab 1989 gewann er 22 Kämpfe in Folge, darunter gegen Sugar Baby Rojas und Paul Banke. 
Am 2. Dezember 1992 boxte er im italienischen Tortolì gegen den ebenfalls ungeschlagenen Südafrikaner Welcome Ncita um dessen IBF-Weltmeisterschaft im Superbantamgewicht und siegte überraschend durch K. o. in der elften Runde, nachdem er zuvor selbst vor dem Kampfabbruch stand und nach Punkten im Rückstand lag. Der Niederschlag wurde später zum Ring Magazine Knockout des Jahres gewählt.
In den folgenden 16 Monaten verteidigte er den Titel jeweils gegen Richard Duran, Rudy Zavala, Jesus Salud, José Rincones und in einem Rückkampf gegen Welcome Ncita, ehe er den Gürtel in der sechsten Titelverteidigung am 20. August 1994 einstimmig nach Punkten an den Südafrikaner Vuyani Bungu verlor. Der Kampf wurde vom Ring Magazine zur Überraschung des Jahres gewählt.
Nach einem Sieg gegen den Briten John Lowey, Olympiateilnehmer 1988 und späterer WM-Herausforderer von Erik Morales, boxte er am 3. Februar 1996 in Inglewood um die WBO-Weltmeisterschaft im Superbantamgewicht, verlor jedoch durch TKO in der zwölften Runde gegen den Titelträger Marco Antonio Barrera.
Nach zwei folgenden Siegen, darunter gegen Johnny Lewus, einem Herausforderer von Vuyani Bungu, konnte McKinney am 5. April 1997 selbst in einem Rückkampf gegen den südafrikanischen IBF-Titelträger antreten, verlor jedoch knapp durch Split Decision nach Punkten.
Durch Siege gegen Héctor Acero Sánchez und Luigi Camputaro konnte er am 19. Dezember 1997 im New Yorker Madison Square Garden gegen Junior Jones um den WBO-Weltmeistertitel im Superbantamgewicht antreten und schlug den Titelträger durch TKO in der vierten Runde, nachdem er zuvor selbst einen Niederschlag erlitten hatte.
Da er den Titel nicht verteidigte, sondern in das Federgewicht aufstieg, um dort gegen Luisito Espinosa um die WBC-Weltmeisterschaft zu boxen, wurde ihm der WBO-Titel 1998 entzogen. Den Kampf gegen Espinosa verlor er zudem am 28. November 1998 in Indio durch TKO in der zweiten Runde.
Nach fünf weiteren Kämpfen, von denen er zwei verlor, beendete er 2003 seine Karriere. 

## Sonstiges
Er lebt in Olive Branch, ist geschieden und Vater zweier Söhne (Stand: 2020).